# 唐娜·麦基奇尼
唐娜·麦基奇尼（英語：Donna McKechnie，1942年11月16日—），女，美国演员、舞者、歌手。曾获得托尼奖最佳音乐剧女主角。